# Anthony Sharp
Dennis Anthony John Sharp (Londra, 16 giugno 1915 – Londra, 23 luglio 1984) è stato un attore britannico.

## Biografia
Sharp fu un ex assicuratore, disegnatore, si diplomò presso la London Academy of Music and Dramatic Art, esordendo in teatro prima del suo periodo di servizio militare nella Royal Artillery dal 1940 al 1946.
Nella sua carriera di attore impersonò principalmente personaggi dai comportamenti signorili, professionisti o rappresentanti della classe media. 
Stanley Kubrick lo utilizzò in alcuni suoi film, come Arancia meccanica e Barry Lyndon.
Durante la sua carriera partecipò a numerose sitcom, rivestendo ruoli secondari.
Verso la fine della sua vita Sharp è apparso in tv nei primi mesi del 1980 nella commedia alternativa soggetti (The Young Ones e The Comic Strip). Ha anche collaborato con alcuni comici come Benny Hill, Frankie Howerd e Morecambe and Wise partecipando ai loro programmi televisivi.
Anthony Sharp è morto per cause naturali all'età di 69 anni nella sua città natale.

## Filmografia

### Cinema
- Teheran, regia di William Freshman e Giacomo Gentilomo (1946)
- La spada e la rosa (The Sword and the Rose), regia di Ken Annakin (1953)
- Prigioniero dell'harem (You Know What Sailors Are), regia di Ken Annakin (1954)
- Amare per uccidere (Wicked as They Come), regia di Ken Hughes (1956)
- The Man Who Wouldn't Talk, regia di Herbert Wilcox (1958)
- Left Right and Centre, regia di Sidney Gilliat (1959)
- Supergiallo a Scotland Yard (Clue of the Silver Key), regia di Gerard Glaister (1961)
- Invasion, regia di Alan Bridges (1965)
- Vai avanti... dottore! (Doctor in Clover), regia di Ralph Thomas (1966)
- Le armi segrete del generale Fiascone (Martin Soldat), regia di Michel Deville (1966)
- I ribelli di Carnaby Street (The Jokers), regia di Michael Winner (1967)
- Il complesso del sesso (I'll Never Forget What's'isname), regia di Michael Winner (1967)
- Milioni che scottano (Hot Millions), regia di Eric Till (1968)
- Circolo vizioso (Crossplot), regia di Alvin Rakoff (1969)
- Doctor in Trouble, regia di Ralph Thomas (1970)
- 2000: la fine dell'uomo (No Blade of Grass), regia di Cornel Wilde (1970)
- Marianna, fuga dalla morte (Die Screaming, Marianne), regia di Pete Walker (1971)
- Arancia meccanica (Clockwork Orange), regia di Stanley Kubrick (1971)
- Some Kind of Hero, regia di Marvin Lichtner (1972)
- Il segreto dell'uomo sbagliato (I Want What I Want), regia di John Dexter (1972)
- Gawain and the Green Knight, regia di Stephen Weeks (1973)
- Carne cruda (Black Snake), regia di Russ Meyer (1973)
- Spogliati... che poi ti sposo! (Mistress Pamela), regia di Jim O'Connolly (1973)
- Ma il tuo funziona... o no? (Percy's Progress), regia di Ralph Thomas (1974)
- Voglie pazze, desideri... notti di piaceri (The Amorous Milkman), regia di Derren Nesbitt (1975)
- Il mistero del dinosauro scomparso (One of Our Dinosaurs Is Missing), regia di Robert Stevenson (1975)
- Barry Lyndon, regia di Stanley Kubrick (1975)
- La casa del peccato mortale (House of Mortal Sin), regia di Pete Walker (1976)
- Abortar en Londres, regia di Gil Carretero (1977)
- Il principe e il povero (The Prince and the Pauper), regia di Richard Fleischer (1977)
- Mai dire mai (Never Say Never Again), regia di Irvin Kershner (1983)

### Televisione
- Robin Hood (The Adventures of Robin Hood) – serie TV, episodio 1x15 (1956)